# O'zbekiston Pro ligasi
La O'zbekiston Pro ligasi (uzbeco per lega professionistica dell'Uzbekistan) è la seconda divisione del campionato uzbeko di calcio.

## Storia
Il torneo fu creato nel 1992 a seguito dell'indipendenza del paese e della creazione di un sistema di campionati autonomo. In precedenza le squadre uzbeke partecipavano al campionato di calcio dell'Unione Sovietica.
Dalla fondazione, nel 1992, alla fine del 2017 la divisione si è chiamata Uzbekistan First League (uzbeko: Ўзбекистон Биринчи лигаси, O'zbekiston Birinchi ligasi; russo: Первая лига Узбекистана). Il 21 novembre 2007 la federcalcio locale ha ridenominato il torneo Uzbekistan Pro League a partire dalla stagione 2018, riducendola da 18 a 16 squadre.

## Formula
Sino al 2009 la formula della competizione prevedeva un girone all'italiana unico, mentre dal 2010 il torneo è composto da due gironi da 12 squadre ciascuno diviso su base geografica (zona est e zona ovest); ogni girone prevede incontri di andata e ritorno. Al termine della prima fase le migliori otto classificate di ciascun raggruppamento accedono alla fase finale, un girone unico a 16 squadre. Le prime due classificate al termine della seconda fase ottengono la promozione diretta nella massima divisione nazionale.

## Squadre 2023
- Andijon-SGS
- Aral Nukus
- Dinamo Samarcanda
- G'ijduvon
- Lokomotiv Tashkent
- Mash'al
- Navbahor-2
- Qo'qon 1912
- Shortan Guzor
- Xorazm
- Yunired

## Albo d'oro
- 1992:  Guliston[1]
- 1993:  Atlaschi
- 1994:  Mash'al
- 1995:  Dinamo Khonqa[2]
- 1996:  Zarafshon
- 1997:  Qo'qon 1912[3]
- 1998:  Yangiyer
- 1999:  Semurg Angren
- 2000:  Akademiya Tashkent
- 2001:  Qo'qon 1912[3]
- 2002:  Guliston

- 2003:  So'g'diyona
- 2004:  Shortan Guzor
- 2005:  Andijon
- 2006:  Bunyodkor
- 2007:  So'g'diyona
- 2008:  Xorazm
- 2009:  Qo'qon 1912
- 2010:  Buxoro
- 2011:  Lokomotiv Tashkent
- 2012 :  So'g'diyona
- 2013 :  Mash'al
- 2014 :  Shortan Guzor
- 2015 :  Obod
- 2016 :  Dinamo Samarcanda
- 2017 :  Sementchi
- 2018 :  Andijon
- 2019 :  Mash'al
- 2020 :  Turon Yaypan
- 2021 :  Neftchi Fergana
- 2022 :  Andijon
- 2023 :  Lokomotiv Tashkent

### Promozioni
| Squadre promosse | Squadre promosse   | Squadre promosse   | Squadre promosse   | Squadre promosse   | Squadre promosse |
| Anno             | numero 1           | numero 2           | numero 3           | numero 4           | Note             |
| ---------------- | ------------------ | ------------------ | ------------------ | ------------------ | ---------------- |
| 1992             | Guliston           | Politotdel         | -                  | -                  | [ 4 ]            |
| 1993             | Atlaschi           | Surchan Termez     | -                  | -                  | [ 5 ]            |
| 1994             | Mash'al            | Dinamo Samarcanda  | -                  | -                  | [ 6 ]            |
| 1995             | Dinamo Urganch     | Kosonsoy           | -                  | -                  | [ 7 ]            |
| 1996             | Zarafshon          | Chilonzor Tashkent | -                  | -                  | [ 8 ]            |
| 1997             | Qo'qon 1912        | Metallurg Bekabad  | -                  | -                  | [ 9 ]            |
| 1998             | Yangiyer           | Dinamo Samarcanda  | -                  | -                  | [ 10 ]           |
| 1999             | Semurg Angren      | Qimyogar Chirchiq  | Qizilqum           | Aral Nukus         | [ 11 ]           |
| 2000             | Akademiya Tashkent | [ 12 ]             | -                  | -                  | [ 13 ]           |
| 2001             | Qo'qon 1912        | Mash'al            | -                  | -                  | [ 14 ]           |
| 2002             | Guliston           | Sementchi          | -                  | -                  | [ 15 ]           |
| 2003             | So'g'diyona        | Lokomotiv Tashkent | -                  | -                  | [ 16 ]           |
| 2004             | Shortan Guzor      | Topalang Sariosiyo | -                  | -                  | [ 17 ]           |
| 2005             | Andijon            | Xorazm             | [ 18 ]             | -                  | [ 19 ]           |
| 2006             | Bunyodkor          | Vobkent            | -                  | -                  | [ 20 ]           |
| 2007             | So'g'diyona        | Uz-Dong-Ju         | -                  | -                  | [ 21 ]           |
| 2008             | Xorazm             | [ 22 ]             | -                  | -                  | [ 23 ]           |
| 2009             | Nessuna promozione | Nessuna promozione | Nessuna promozione | Nessuna promozione | [ 25 ]           |
| 2010             | Buxoro             | So'g'diyona        | -                  | -                  | [ 26 ]           |
| 2011             | Lokomotiv Tashkent | [ 27 ]             | -                  | -                  | [ 28 ]           |
| 2012             | So'g'diyona        | Guliston           | -                  | -                  | [ 29 ]           |
| 2013             | Mash'al            | Andijon            | -                  | -                  |                  |
| 2014             | Shortan Guzor      | Qo'qon 1912        | -                  | -                  |                  |
| 2015             | Obod               | -                  | -                  | -                  |                  |
| 2016             | Dinamo Samarcanda  | -                  | -                  | -                  |                  |
| 2017             | Nessuna promozione | Nessuna promozione | Nessuna promozione | Nessuna promozione |                  |
| 2018             | Andijon            | -                  | -                  | -                  |                  |
| 2019             | Mash'al            | -                  | -                  | -                  |                  |
| 2020             | Turon Yaypan       | -                  | -                  | -                  |                  |
| 2021             | Neftchi Fergana    | Dinamo Samarcanda  | Olympic Tashkent   | -                  |                  |
| 2022             | Andijon            | Buxoro             | Turon Yaypan       | -                  |                  |
| 2023             | Lokomotiv Tashkent | Dinamo Samarcanda  | -                  | -                  |                  |

## Vittorie per squadra
| Club               | Vittorie |
| ------------------ | -------- |
| So'g'diyona        | 3        |
| Qo'qon 1912        | 3        |
| Xorazm             | 2        |
| Guliston           | 2        |
| Akademiya Tashkent | 1        |
| Andijon            | 1        |
| Atlaschi           | 1        |
| Buxoro             | 1        |
| Lokomotiv Tashkent | 1        |
| Mash'al            | 1        |
| Semurg Angren      | 1        |
| Shortan Guzor      | 1        |
| Bunyodkor          | 1        |
| Yangiyer           | 1        |
| Zarafshon          | 1        |
| Dinamo Samarcanda  | 1        |